# B. Nagi Reddy
Bommireddy Nagi Reddi (2 de diciembre de 1912 - 25 de febrero de 2004) fue un productor cinematográfico indio, principalmente vinculado al cine telugu, con notables contribuciones al cine tamil e hindi. Cofundó los estudios Vijaya Vauhini en Madrás, que en su momento fueron los estudios cinematográficos más grandes de Asia en superficie. Para distinguirlo de su hermano mayor, el cineasta BN Reddi, se le conocía popularmente como B. Nagi Reddi.
A lo largo de su carrera, Nagi Reddi produjo varias películas aclamadas, entre ellas Patala Bhairavi (1951), Missamma (1955), Mayabazar (1957), Gundamma Katha (1962), Enga Veetu Pillai (1965) y Nam Naadu (1969). También produjo películas hindi como Ram Aur Shyam (1967), Julie (1975) y Swarg Narak (1978). Su trabajo abarcó múltiples idiomas y géneros, lo que le valió el reconocimiento en todo el cine indio.
Nagi Reddi se desempeñó como presidente de la Federación de Cine de la India dos veces, durante 1960-61 y 1962-63.

## Carrera cinematográfica
Nagi Reddi, junto con su amigo y socio Aluri Chakrapani, produjo más de cincuenta películas en cuatro décadas en los cuatro idiomas del sur de la India y también en hindi. Realizó películas mitológicas, devocionales e históricas en telugu. Algunas de sus películas más destacadas incluyen Pathala Bhairavi, Maya Bazaar y Missamma. Realizó la mayoría de sus películas en colaboración con el guionista Chakrapani. Nagi Reddi cerró Vijaya-Vahini después de que la industria cinematográfica telugu abandonara los estudios en la década de 1970 y fundó el Hospital Vijaya y el Centro de Salud Vijaya.
Se incorporó un nuevo premio en conmemoración de su centenario, el Nagi Reddi, un premio conmemorativo para los mejores artistas familiares telugu y tamil.  

## Vida personal
Estaba casado y tenía tres hijos y una hija. Uno de ellos, B. Venkatarama Reddi, era productor de cine. 

## Premios
Premios Nacionales de Cine
- Premio Dada Saheb Phalke - 1986.
- Premio Nacional de Cine a la Mejor Película en Kannada - Maduve Madinodu (1965)

Premios Filmfare
- Premio Filmfare a la Mejor Película (Telugu) - Mayabazar (1957)
- Premio Filmfare a la mejor película (telugu) - Gundamma Katha (1962)

Premios Nandi
- El Gobierno de Andhra Pradesh le otorgó el Premio Raghupathi Venkaiah en 1987.

Premios del estado de Tamil Nadu
- El Gobierno de Tamil Nadu le otorgó el Premio Kalaimamani en 1972.[5]

Otros honores
- La Universidad Srikrishnadevaraya y la Universidad Sri Venkateswara le concedieron un doctorado honorario.

- El 23 de febrero de 2018, India Post emitió un sello postal conmemorativo.[6]

## Otros negocios y filantropía
Nagi Reddi fue presidente de la junta directiva de Tirumala Tirupati Devasthanams entre 1980 y 1983, y se le atribuye la construcción del complejo de colas de Vaikuntam que ahora sirve para regular a los peregrinos para el darshan en el templo Tirumala Venkateswara. Nagi Reddi fundó el Vijaya Medical & Educational Trust en 1972. El fideicomiso administra el Hospital Vijaya (1972), el Centro de Salud Vijaya (1987) y la Fundación del Corazón Vijaya (1996). Nagi Reddi dirigió la Cámara de Comercio de Cine del Sur de la India cuatro veces y el All-India Film Sammelan durante dos mandatos.
Fundó la revista infantil Chandamama en julio de 1947. La revista llegó a imprimirse en casi una docena de idiomas diferentes.
Fue el fundador de los Hospitales Vijaya en Vadapalani, Chennai.[cita requerida]

## Filmografía

### Como productor
- Shavukaru (1950) (producer)
- Patala Bhairavi (1951) (producer)
- Pelli Chesi Choodu (1952) (producer)
- Chandraharam (1954) (producer)
- Guna Sundari (1955) (producer as B. Nagi Reddi)
- Missiamma (1955) (producer)
- Missamma (1955) (producer)
- Maya Bazaar (1957/II) (producer)
- Maya Bazaar (1957/I) (producer)
- Appu Chesi Pappu Koodu (1958) (producer)
- Paigham (1959) (Producer)
- Manithan Maravillai (1962) (producer)
- Gundamma Katha (1962) (producer)
- Enga Veettu Pillai (1965) (producer) (as B.Naggi Reddi)
- Ram Aur Shyam (1967) (producer) (as B. Nagi Reddi)
- Nam Naadu (1969) (producer) (as B. Nagi Reddi)
- Ghar Ghar Ki Kahani (1970) (producer) (as B. Nagi Reddi)
- Ganga Manga (1973) (producer)
- Julie (1975) (producer) (as B. Nagi Reddi-Chakrapani)
- Sri Rajeswari Vilas Coffee Club  (1976) (producer)
- Yehi Hai Zindagi (1977) (producer) (as B. Nagi Reddi)
- Swarg Narak (1978) (producer) (as B. Nagi Reddi)
- Swayamvar (1980) (producer) (as B. Nagi Reddi)
- Shriman Shrimati (1982) (producer) (as B. Nagi Reddi)
- Meendum Savithri (1996) (producer) (as B. Nagi Reddi)
- Neti Savithri (1996) (producer) (as B. Nagi Reddi)

|}

### Como presentador
- Shriman Shrimati (1982) (presentador) (como B. Nagi Reddi)
- Swayamvar (1980) (presentador) (como B. Nagi Reddi)
- Swarg Narak (1978) (presentador) (como B. Nagi Reddi)
- Yehi Hai Zindagi (1977) (presentador) (como B. Nagi Reddi) también conocido como Yehi Hai Zindagi (India: título en hindi: título del cuadro de video)
- Julie (1975) (presentadora) (como B. Nagi Reddi)
- Prem Nagar (1974) (presentador) (como B. Nagi Reddi)
- Ram Aur Shyam (1967) (presentador) (como B. Nagi Reddi)

### En el Departamento Editorial
- Hai Hai Nayaka (1989) (editor asistente)

### Como director
- Enga Veetu Penn (1966)

### Agradecido
- Ram Tere Kitne Nam (1985) (sincero agradecimiento) (como Shri Nagi Reddi)